# Kiemenatmung

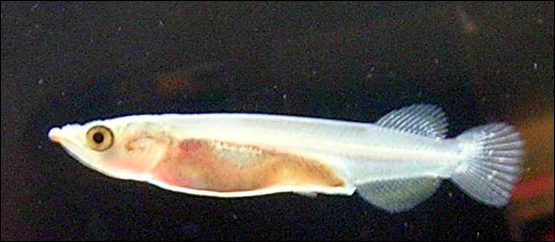
Junger Halbschnäbler – Fische sind grundsätzliche Kiemenatmer

Unter Kiemenatmung versteht man den Austausch der Gase Sauerstoff und Kohlenstoffdioxid vieler wasserlebender Tiere zwischen dem Blut und dem umgebenden Wasser, der in den Kiemen vor sich geht. Wegen ihrer Zartheit und Verletzlichkeit sind die Kiemen oft von Schutzeinrichtungen bedeckt (Panzer, Mantelhöhle, Kiemendeckel). Diese Lage erfordert eine aktive Ventilation.
Bei der Kiemenatmung sind Prinzipien der Oberflächenvergrößerung, der Kompartimentierung und des Gegenstroms (Pigmentsystem/Blut und Wasser fließen in entgegengesetzter Richtung) zum effizienteren Gasaustausch im sauerstoffarmen Wasser (im Ggs. zur Luft) verwirklicht.
Das durch die Kiemen fließende Blut zirkuliert in einem "geschlossenen Kreislaufsystem".
Beim Einfließen in die Kieme trifft sauerstoffreiches Wasser auf sauerstoffärmeres Blut. Dieser Partialdruckunterschied bewirkt eine Diffusion von Sauerstoff aus dem Wasser ins Blut. Aufgrund des Gegenstroms hat das die Kieme verlassende Blut mehr Sauerstoff als das wegströmende Wasser. Die Sauerstoffausbeute wird zusätzlich von sehr dünnen Schlitzen zwischen den Kiemenlamellen erhöht, da der Diffusionsweg so äußerst kurz ist. Im Organismus wird der Transport von Sauerstoff von einem Pigmentsystem gewährleistet und führt es zu den Zellen; das durch biologische Oxidation entstandene Kohlenstoffdioxid wird entsprechend wegtransportiert.